# Jerash
Jerash (in arabo جرش‎?), l'antica Gerasa, è la capitale dell'omonima regione giordana, nel nord del paese, a circa cinquanta chilometri dalla capitale Amman. La città è situata sulle rive del fiume Wadi Jerash, che fa parte del bacino idrografico del Giordano, e prospera grazie al fertile terreno agricolo circostante.